# Leżne
Leżne (prononciation : [ˈlɛʐnɛ]) est un village polonais de la gmina de Jasieniec dans le powiat de Grójec de la voïvodie de Mazovie dans le centre-est de la Pologne.
Il se situe à environ 9 kilomètres au sud-est de Jasieniec (siège de la gmina), 14 kilomètres au sud-est de Grójec (siège du powiat) et à 50 kilomètres au sud de Varsovie (capitale de la Pologne).

## Histoire
De 1975 à 1998, le village appartenait administrativement à la voïvodie de Radom.